# Stenodrina nitida
Stenodrina nitida är en fjärilsart som beskrevs av Rudolf Püngeler 1914. Stenodrina nitida ingår i släktet Stenodrina och familjen nattflyn. Inga underarter finns listade i Catalogue of Life.